# The Sicilian Defence
The Sicilian Defence ist das elfte und letzte Studioalbum von The Alan Parsons Project, das 2014 veröffentlicht wurde. Es wurde nach der Sizilianischen Verteidigung, einer berühmten Schacheröffnung, benannt. Da es 24 Jahre nach der Auflösung der Band veröffentlicht wurde, war es bisher nur als Teil des elf CDs umfassenden Boxsets The Complete Albums Collection erhältlich (das den Original-Mix von Tales of Mystery and Imagination und alle Bonustracks früherer erweiterter Neuauflagen auslässt). Im Dezember 2023 wurde es zum Kauf als Download und auf Streaming-Seiten verfügbar gemacht.
Ursprünglich 1979 aufgenommen, war es eigentlich nie zur Veröffentlichung vorgesehen, sondern wurde dem Label der Band, Arista, als eine Art „Schachzug“ zugesandt, da Parsons und Woolfson sich nicht in der Lage sahen, ein neues Album zu machen, während Woolfson ihren Vertrag aushandelte, sie aber trotzdem verpflichtet waren, eines zu liefern. So besteht dieses Album aus unvollständigen Skizzen, die nie zu richtigen Songs ausgearbeitet wurden und deren Titel die Klassische Variante der Schacheröffnung in beschreibender Notation beschreiben. „P-QB4“ war das erste Stück, das aus dem Album veröffentlicht wurde, als eine gekürzte Version mit dem Titel Elsie's Theme, und auf der 2008 neu gemasterten Ausgabe von Eve enthalten war. Es ist somit das einzige Stück, das einen offiziellen Titel hat, der nichts mit einem Schachzug zu tun hat.

„The Sicilian Defence war unser Versuch, unsere vertraglichen Verpflichtungen schnell zu erfüllen, nachdem I Robot, Pyramid und Eve geliefert worden waren. Das Album wurde, wenig überraschend, von Arista abgelehnt, und wir verhandelten daraufhin unseren Vertrag für die Zukunft und das nächste Album, The Turn of a Friendly Card, neu. Das Album The Sicilian Defence wurde nie veröffentlicht und wird es auch nie werden, wenn ich etwas damit zu tun habe. Ich habe es nicht mehr gehört, seit es fertig war. Ich hoffe, die Bänder existieren nicht mehr.“

„Es wurde fast wie ein Wegwerf-Album gemacht, als vertragliche Verpflichtung. Es wurde sehr schnell gemacht. Wir lieferten Eve und The Sicilian Defence gleichzeitig ab und sagten dem Label: „Das sind eure letzten beiden Alben. Jetzt gebt uns einen neuen Vertrag.“ [lacht] Zu dieser Zeit gab es alle möglichen politischen Vorgänge. The Sicilian Defence ist sehr instrumental. Ich glaube, es gibt keinen einzigen Gesang darauf. Wir haben es ziemlich gehütet. Ich habe seit 1979, als es aufgenommen wurde, nicht einmal eine Kopie davon besessen. Halten Sie nicht den Atem an. Es ist interessant, aber nicht das beste Werk.“

„Ich bin froh, dass es das Bedürfnis erfüllt, den gesamten Katalog des Alan Parsons Projects historisch zu dokumentieren, aber es ist bei weitem nicht unsere beste Stunde. Es war ein Album, das unter Druck entstanden ist. Es hat nicht den Schliff und die Finesse, die all die Alben hatten, die zuvor veröffentlicht wurden. Es ist wirklich nicht auf dem Niveau der echten Project-Alben.
Wir wollten es einfach nur fertigstellen. Es wurde in Eile gemacht. Es dauerte drei Tage, und das war eine sehr geringe Zeitspanne im Vergleich zu den drei oder vier Monaten, die wir manchmal für ein richtiges Album gebraucht hätten. „The Sicilian Defense“ ist der Titel eines taktischen Zuges im Schachspiel, aber mit Eric und dem Label gab es ein echtes taktisches Spiel in einem sehr realen Sinne. Wie ich schon sagte, es ist ein interessantes Stück Geschichte.“

## Titelliste
|   | a | b | c | d | e | f | g | h |   |
| 8 |   |   |   |   |   |   |   |   | 8 |
| 7 |   |   |   |   |   |   |   |   | 7 |
| 6 |   |   |   |   |   |   |   |   | 6 |
| 5 |   |   |   |   |   |   |   |   | 5 |
| 4 |   |   |   |   |   |   |   |   | 4 |
| 3 |   |   |   |   |   |   |   |   | 3 |
| 2 |   |   |   |   |   |   |   |   | 2 |
| 1 |   |   |   |   |   |   |   |   | 1 |
|   | a | b | c | d | e | f | g | h |   |

Die Position, die in einem Schachspiel erreicht wird, das den Titeln der Reihe nach folgt
Das Album umfasst zehn Stücke mit einer Gesamtlänge von 39:52 Minuten. Alle Songs wurden von Eric Woolfson komponiert und sind rein instrumental.
1. P-K4 – 5:00
2. P-QB4 – 6:22
3. Kt-KB3 – 3:07
4. ...Kt-QB3 – 1:15
5. P-Q4 – 3:54
6. PxP – 3:27
7. KtxP – 4:01
8. Kt-B3 – 0:53
9. Kt-QB3 – 8:16
10. P-Q3 – 3:30